# 학성초등학교 (울산)
학성초등학교는 대한민국 울산광역시 중구 반구동에 있는 초등학교이다. 1968년 10월 29일에 개교했다.

## 학교 연혁
- 1968년 10월 29일 학성국민학교 개교(복산초등학교 분리 12학급)
- 1991년 6월 7일 내황국민학교 개교와 함께 분리
- 1996년 3월 1일 학성초등학교 명칭 변경
- 2019년 2월 15일 제49회 졸업 (총12,740명)
- 2019년 3월 1일 2019학년도 학급편성: 24(특수2)학급, 병설 유치원 3학급
- 2020년 2월 14일 제50회 졸업(총 12,833명)
- 2020년 3월 1일 22학급 편성(528명, 특수2학급 포함, 병설 유치원 3학급 별도)
- 2024년 1월 10일 제54회 졸업 (총 13,177명)
- 2024년 3월 1일	19학급 편성(389명, 특수 2학급 포함, 병설 유치원 1학급 별도)
- 2024년 9월 1일 제20대 김진태 교장 부임

## 같이 보기
- 학성초등학교 축구단

## 참고 자료
- 학성초등학교 - 한국교육학술정보원 학교알리미